# 清見村立夏厩小学校
清見村立夏厩小学校 （きよみそんりつ なつまやしょうがっこう）は、かつて岐阜県大野郡清見村（現・高山市清見町）に存在した公立小学校。

## 概要
- 清見村西部が校区であった。1974年、牧ヶ洞小学校、福寄小学校と統合し、清見小学校の新設により廃校。
- 校舎は改修され、1986年に飛騨プラネタリウム青少年学習センター（2004年に宿泊施設夏厩里人学校に改称）[1]として使用されていたが[2]、2023年（令和5年）に民間に有償譲渡され、進学塾を運営する知育株式会社（名古屋市）が新設する広域通信制高校「飛騨高山サンコスモ高等学校」となる計画である[3]。

## 沿革
- 1873年（明治6年） - 上小鳥村に小鳥小学校が開校。
- 1875年（明治8年） - 
  - 森茂村、下林村、山田村、新宮村、下之切村、八日町村、三日町村、牧ヶ洞村、藤瀬村、福寄村、三ツ谷村、下本村、坂村、有巣村、二俣村、中野村、楢谷村、大原村、江黒村、大谷村、池本村、二本木村、夏厩村、上小鳥村、前原村、赤保木村、下切村、中切村、上切村が合併し、清見村が発足。
  - 開智学校に改称する。
- 1879年（明治12年） - 清見村大字二本木に移転。二本木小学校に改称する。
- 1886年（明治19年） - 二本木簡易科小学校に改称する。
- 1901年（明治34年） - 二本木尋常小学校に改称する。
- 1905年（明治38年） - 清見村大字夏厩に移転。夏厩尋常小学校に改称する。
- 1928年（昭和3年）1月21日 - 上小鳥に上小鳥冬季分教場を設置。
- 1941年（昭和16年）4月1日 - 夏厩国民学校に改称する。
- 1943年（昭和18年） - 彦谷に彦谷冬季分教場を設置。
- 1947年（昭和22年）4月1日 - 清見村立夏厩小学校に改称する。
- 1950年（昭和25年）3月31日 - 彦谷分校を廃止。
- 1966年（昭和41年）3月31日 - 上小鳥冬季分校を廃止。
- 1974年（昭和49年）3月 - 統合により廃校。